# Odorrana lungshengensis
Odorrana lungshengensis är en groddjursart som först beskrevs av Liu och Hu 1962.  Odorrana lungshengensis ingår i släktet Odorrana och familjen egentliga grodor. IUCN kategoriserar arten globalt som nära hotad. Inga underarter finns listade i Catalogue of Life.